# Río Hastings
El río Hastings (Birpai: Doongang) se encuentra en los distritos Mesetas del Norte y Mid North Coast de Nueva Gales del Sur (Australia).

## Curso y características
El río Hastings nace en la Gran Cordillera Divisoria, al suroeste de Kemps Pinnacle, en el área que rodea el Parque Nacional Oxley Wild Rivers y el Parque Nacional Werrikimbe y fluye generalmente hacia el sur, sureste y este, junto con seis afluentes, incluidos los ríos Tobins, Forbes, Ellenborough, Pappinbarra, Maria y Thone, antes de llegar a su desembocadura, desembocando en el Mar de Tasmania del Océano Pacífico Sur, en Port Macquarie . El río desciende 1040 m a lo largo de sus 180 km de curso. 
El curso del río discurre junto a los asentamientos de Ellenborough, Long Flat, Beechwood, Wauchope y Port Macquarie. La autopista Oxley Highway discurre, en general, paralela al curso medio y bajo del río. Al oeste de Port Macquarie, la autopista Pacific Highway cruza el río Hastings.

## Historia
El pueblo aborigen Birpai ha estado habitando en las orillas del río Hastings durante milenios y lo conocía como Doongang.
El río fue cartografiado por primera vez por exploradores europeos en 1818, después de ser avistado por John Oxley. Oxley bautizó el río con el nombre de gobernador general de la India, Francis Rawdon-Hastings, primer marqués de Hastings . 
El 19 de noviembre de 2002, dos pescadores encontraron el cuerpo descuartizado del traficante de drogas de Sídney Terry Falconer. Las investigaciones revelaron que Falconer había muerto tres días antes, después de que Anthony Perish y sus cómplices criminales le cortaran en pedazos y lo arrojaran al río Hasting.  

En marzo de 2021, un episodio meteorológico extremo azotó gran parte de Nueva Gales del Sur, provocando que el río se desbordara.

Vista panorámica de la desembocadura del río Hastings entre el muro norte y el muro sur, en Port Macquarie, Nueva Gales del Sur, con Town Beach en primer plano a la derecha.

## Ocio, flora y fauna
El río Hastings da su nombre a la región vinícola del río Hastings y a una especie de mamífero en peligro de extinción, el ratón del río Hastings ( Pseudomys oralis ).
En el río Hastings se puede pescar lubina y bagre de agua dulce en los tramos superiores, y especies de estuario como la dorada, el pez de cabeza plana y el luderick cerca de la desembocadura.

## Galería

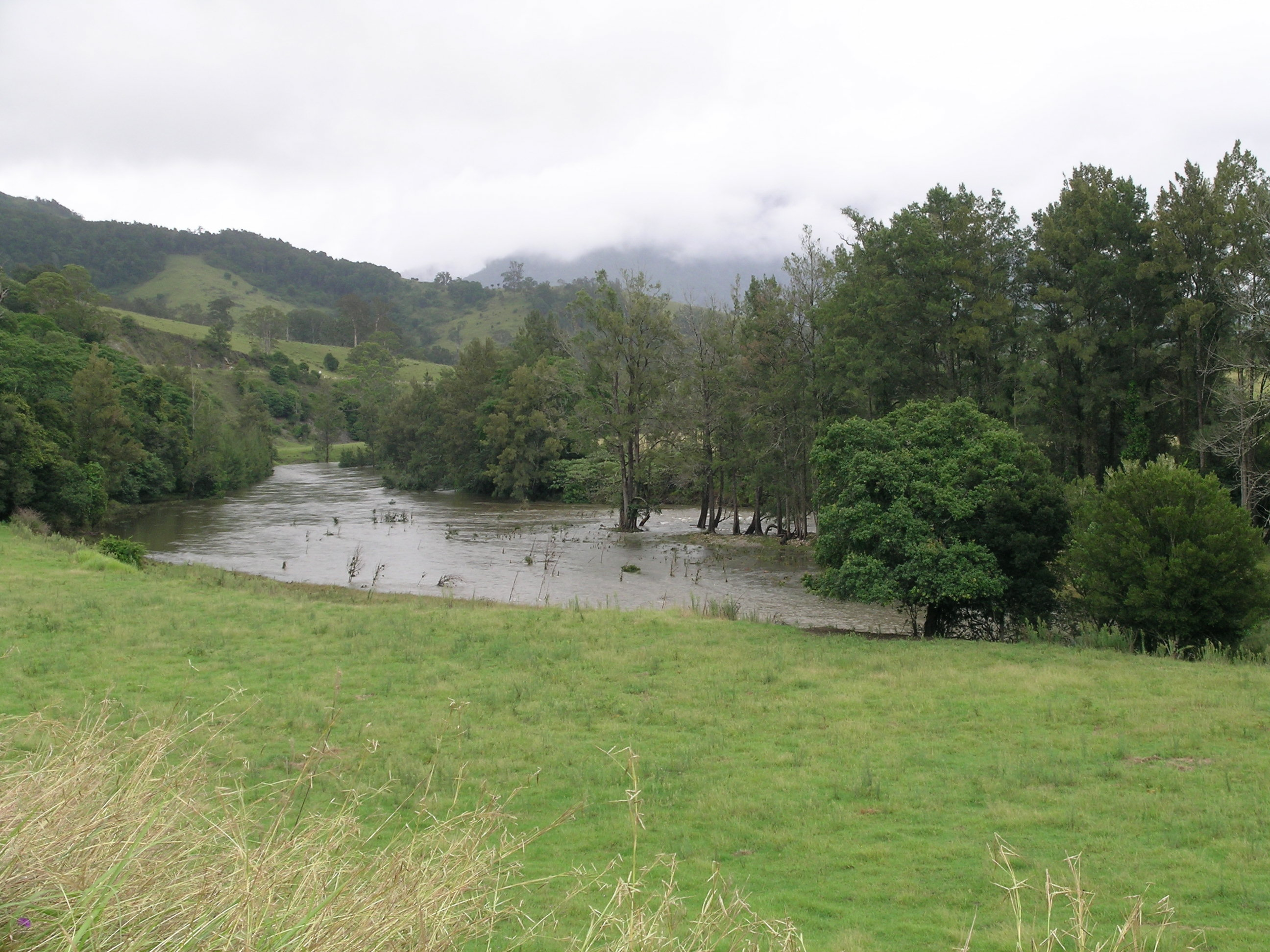
Río Hastings, inundado, al oeste de Ellenborough, 2009.
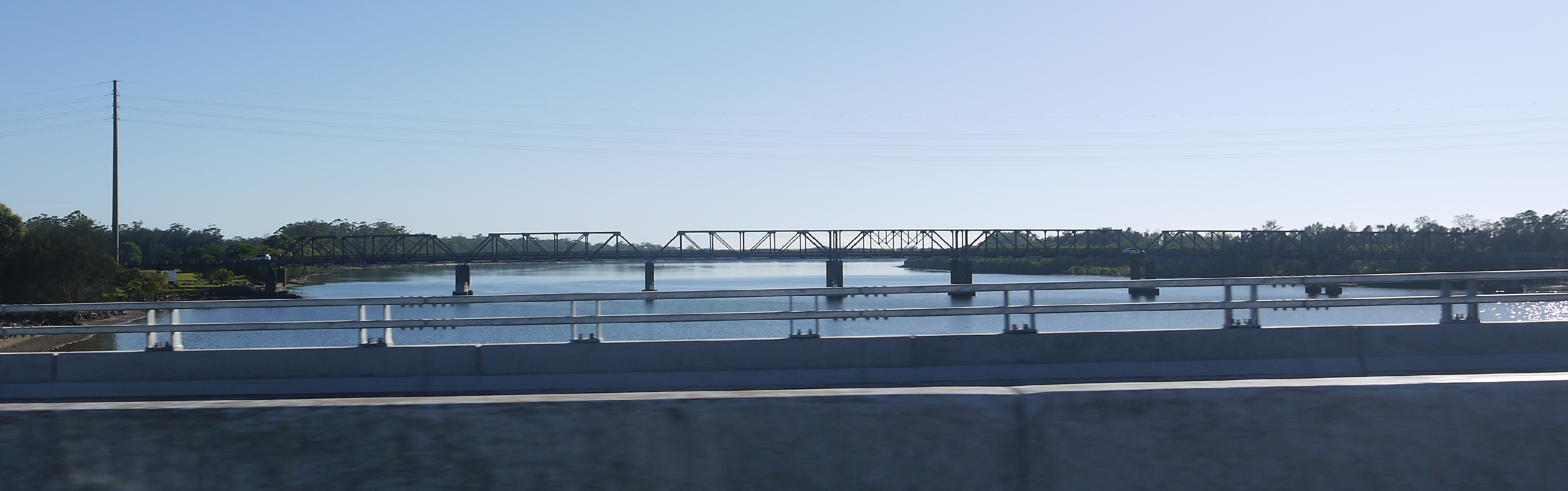
Puente Dennis desde el nuevo puente de laPacific Highway hacia el oeste
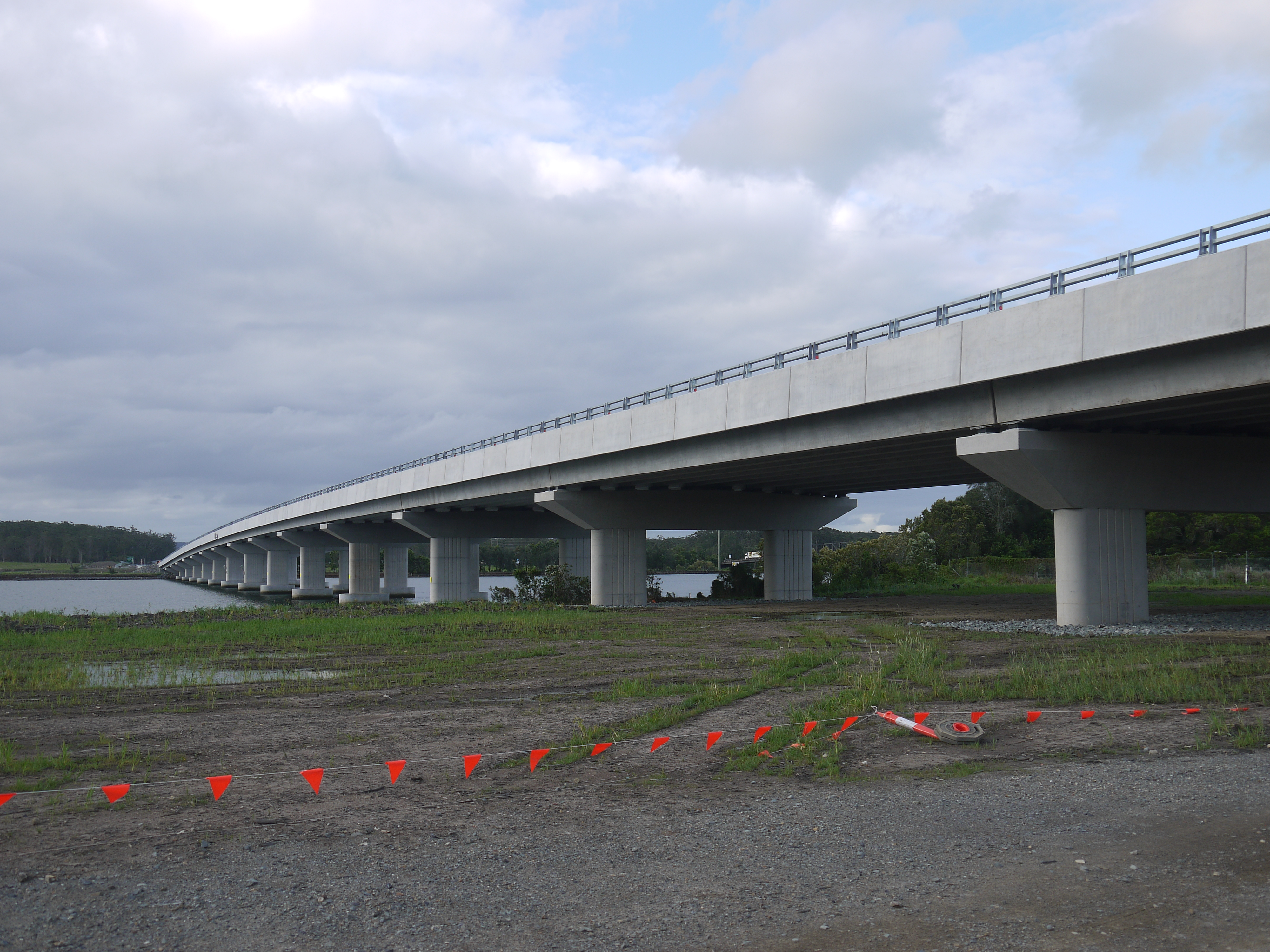
Nuevo puente sobre el río Hastings poe el que discurre la autopista del Pacífico